# أمول أرجواني
أمول أرجواني (الاسم العلمي:Chlorogalum purpureum) هو نوع من النباتات يتبع جنس الأمول من الفصيلة الهليونية.